# Thalassarachna basteri
Thalassarachna basteri is een mijtensoort uit de familie van de Halacaridae. De wetenschappelijke naam van de soort is voor het eerst geldig gepubliceerd in 1836 door Johnston.